# Asfi
asfi（アスフィ）は、東京都渋谷区渋谷を拠点として活動する女性ローカルアイドルグループである。

## 略
- 2011年「asfi」結成。
- デビュー曲の「With out you」がTOKYO MX ストロングホークス野球中継の2011年レギュラーシーズンのテーマソングとして起用される。
- ハロー!プロジェクトの曲を公式カバーした「りすぺくと☆カバー vol.1」を発売[1]
- 2013年 NHK連続テレビ小説「あまちゃん」の物語のテーマである“まちおこし”にちなんで行われた企画、NHKオンデマンド「全国『あまちゃん』マップ！あなたの町おこしキャンペーン」で、全国各地の地元サポーターを務める47都道府県のご当地アイドル、東京都代表の公式サポーターに選ばれる[2]
- 2013年 NHKオンデマンド 全国ご当地アイドルランキングバトル関東ブロック第1位、総合8位になる。
- 2014年 NHKオンデマンド 関東エリア公式キャラクターに任命される。
- 2014年 NHKオンデマンド アイドルDEオンデマンド～ご当地自慢頂上決戦～出場。[3][4]
- ラティンパがテレビ朝日の通販番組セレクションＸエンディングソングとして起用される。
- 2014年 NHK恋する地元キャンペーン東京代表に選出、東京都に関する紹介をすることで地元のまちおこし、地域活性化を行う。[5][6][7]。
- 2014年 NHKオンデマンド公式ソング「JIMOTO=KAZOKU」をカバー。[8]
- 2014年 恋する地元キャンペーン ご当地アイドル地元ランキング 前半期総合ランキング4位。（2014年8月30日、NHK総合）[9]
- 2014年 NHKオンデマンドご当地アイドルコレクション恋ジモサポーターPV対決にて2位になる。[10]
- 2014年 NHKRの法則 地元アイドルOAバトル＠秋葉原 驚きの素顔大公開！山里亮太も感動！にて東京地元アイドルとして出演。（2014年8月26日、NHK教育）[11]
- 2014年　2014年8月29日に行われた11回目のワンマンライブで250人動員を目標に掲げたが、平日18：30スタートと早い時間であった事もあり動員数は213人と目標に届かなかった。これによりメンバー全員のバンジージャンプが決定した。[12][13]

- 2014年 ハッピーアイドルプロジェクト参加[14]
- 2019年 　2019年11月6日（水）よりGiRLS POWER PROJECTの新プロデュース企画として、新メンバーを加え新体制で再スタート

## メンバー

### 正規メンバー
| 名前       | よみ          | 生年月日 | 血液型 | 身長 | 趣味 | 特技 | 担当カラー | 備考                                     |
| ---------- | ------------- | -------- | ------ | ---- | ---- | ---- | ---------- | ---------------------------------------- |
| 山根優佳   | やまね ゆうか | 10月24日 |        |      |      |      | 紫色       | 天空のシラバス・マジカルコネクション兼任 |
| 藤野蓮里   | ふじの れんり | 8月10日  |        |      |      |      | 赤色       | マジカルコネクション兼任                 |
| 朝日奈あむ | あさひな あむ | 8月17日  |        |      |      |      | 黄色       | 東京ブラスト少女・PLC 兼任               |

### 元メンバー
| 名前                     | よみ                     | 生年月日               | 血液型 | 身長  | 3サイズ     | 趣味                                                    | 特技                                                               | 担当カラー         | 備考 |
| ------------------------ | ------------------------ | ---------------------- | ------ | ----- | ----------- | ------------------------------------------------------- | ------------------------------------------------------------------ | ------------------ | --- |
| 朱音                     | あかね                   | 1993年6月30日（31歳）  | A型    | 168cm | B90 W59 H89 | 特殊メイク、ダンス                                      | 英語(英検準2級)、韓国語、ダンス早覚え、和太鼓                      | ショッキングピンク | 4期生 2013年6月30日卒業 現在はプラチナムプロダクションに所属 |
| 星川 だりる              | ほしかわ だりる          | -                      | -      | -     | -           | -                                                       | -                                                                  | オレンジ           | 2014年2月23日卒業 |
| 渡瀬 純                  | わたせ じゅん            | 1991年10月7日（33歳）  | -      | 156cm | -           | -                                                       | -                                                                  | 赤色               | 2期生 初代リーダー・初代終身名誉監督 2014年3月16日卒業、引退 |
| 牛山 穂乃香              | うしやま ほのか          | 1995年12月15日（29歳） | AB型   | 158cm | B82 W63 H86 | サイクリング DVD鑑賞                                    | テニス 暗記                                                        | 水色               | 2015年3月25日卒業 |
| 椎名 香奈江              | しいな かなえ            | 1990年3月22日（35歳）  | B型    | 158cm | B89 W61 H88 | アクセサリー作り、妄想、 読書、食品サンプルコレクション | 料理(管理栄養士) 栄養士、ピアヘルパー、 体が柔らかい、どこでも寝る | 黄色               | 2代目リーダー 汐留グラビア甲子園2014準グランプリ 2015年6月7日卒業 |
| 橋本 紗樹                | はしもと さき            | 1996年7月12日（28歳）  | -      | 151cm | -           | -                                                       | -                                                                  | パステルピンク色   | 2015年9月19日卒業 現在はBunny Rapのメンバー、リーダーとして活動中。 |
| 七瀬 いづみ              | ななせ いづみ            |                        | B型    | 149cm |             | -                                                       | バトン、吹奏楽                                                     | ピンク色           | 3期生 WIXOSS GIRLS公式キャラクター AKIBA伝えたい放送局『田辺恵二の音楽をいっぱいいじっちゃうぞ！』アシスタント 2016年1月24日卒業 現在はハート×ストリングスを経て桃色革命のメンバーとして活動中。 |
| 葵 なつみ                | あおい なつみ            | 1998年9月3日（26歳）   | A型    | -     | B80 W60 H80 | 読書、アニメ、映画鑑賞、 携帯電話いじり                 | ダンス、料理、絵画、裁縫                                           | 緑色               | 5期生 ダンスリーダー 2016年3月5日卒業 卒業後は仮面シスターのメンバーとして活動していたが、体の痛みの悪化による ドクターストップにより、2017年3月12日を以って同グループを卒業し芸能界を引退。     |
| 百瀬 杏菜                | ももせ あんな            | -                      | -      | -     | -           | -                                                       | -                                                                  | -                  | 3期生 2012年夏ごろまで活動、失踪。 |
| 石井 りえ                | いしい りえ              | -                      | A型    | -     | -           | -                                                       | -                                                                  | -                  | 4期生 2013年1月まで活動、失踪。 |
| 美木 優希奈              | みき ゆきな              | 1997年1月30日（28歳）  | -      | 150cm | -           | 音楽鑑賞、人間観察、お菓子作り                          | 歌うこと、ギター、 シュノーケリング、 スキー、スケート             | 紫色               | 2016年9月18日卒業。 EAST LAND BEATSボーカルYUKINAとして活動。 |
| 橘 琴以                  | たちばな ことい          | 1993年8月22日（31歳）  | -      | 164cm | -           | ゆるキャラのリサーチ                                    | ピアノ 手が1回転する事                                             | オレンジ           | 3代目リーダー 2016年11月20日卒業 |
| 田原 あや                | たはら あや              | 2002年4月3日（23歳）   | A型    | -     | -           | -                                                       | -                                                                  | 黄色               | PICK UP GIRLS、NeverSayNeverと兼任 2017年3月26日卒業 |
| 市川咲                   | いちかわさき             | 1997年4月10日          | A型    |       |             |                                                         |                                                                    |                    | 4期生 |
| 有栖川優奈               | ありすがわゆうな         | 2003年9月5日           |        |       |             |                                                         |                                                                    |                    | |
| MEY                      | めい                     | 2004年3月10日          |        |       |             |                                                         |                                                                    |                    | |
| 斉藤とも                 | さいとうとも             |                        |        |       |             |                                                         |                                                                    | ピンク担当         | SEVEN4と兼任 |
| 松岡麻衣                 | まつおかまい             |                        |        |       |             |                                                         |                                                                    | オレンジ担当       | マジカルコネクション兼任 |
| はづきちーぬめるてぃーぬ | はづきちーぬめるてぃーぬ | 4月22日                |        |       |             |                                                         |                                                                    | 緑→水色担当        | 現 ATLEPY |
| 高杉美々羽               | たかすぎみみは           | 2003年12月18日         |        |       |             |                                                         |                                                                    | 緑→青→ピンク担当   | SEVEN4 兼任 |

## 作品

### シングル
- シングル
  - 逢えNight ～alone～
  - アノヒビニ～Seventh Heaven～
  - Without you
  - 悲しいmy true love
  - キラリハバタクDAYS
  - 恋はBoo×3 ～we gotta 人生～
  - どきキュン
  - ジョーキゲンパラダイス
  - 二度目まして！三度目まして！！
  - Dreamer～ゆるぎないハート～
  - MUCHA-KUCHA
  - せーりんぐなう
  - HAPPY DRIVER
  - ラ・ティンパ
  - Hi speed Love
  - 美人 on the planet
- カバー
  - 夢のトビラ
  - やらかいはぁと
  - まちぶせ
  - 赤道小町ドキッ
  - JIMOTO=KAZOKU
  - 私のお気に入り
  - スッペシャル ジェネレ～ション
  - 初恋サイダー
  - 恋愛レボリューション21
  - まっさらブルージーンズ
- ソロ
  - ナナイロクレッシェンド
  - きらいになれたら
  - キミイロプラネタリウム

### CDシングル
- 「りすぺくと☆カバー Vol.1」(2013年4月29日発売)
  1. まっさらブルージーンズ（℃-ute）
  2. スッペシャル ジェネレ〜ション（Berryz工房）
  3. 初恋サイダー（Buono!）
  4. 恋愛レボリューション21 （モーニング娘。）

- 「ラ・ティンパ2013 Andalucia mix / With You -asfi ver-」（2014年2月21日発売）
  1. ラ・ティンパ2013 Andalucia mix
  2. With You -asfi ver-
  3. ラ・ティンパ2013 Andalucia mix(Instrumental)
  4. With You -asfi ver-(Instrumental)

- 「JIMOTO=KAZOKU /二度目まして! 三度目まして!」（2014年4月18日発売）
  1. JIMOTO=KAZOKU
  2. 二度目まして! 三度目まして!
  3. JIMOTO=KAZOKU（instrumental）
  4. 二度目まして! 三度目まして!（instrumental）

- 「アノヒビニ～Seventh Heaven～」（2013年6月30日発売）
  1. アノヒビニ～Seventh Heaven～
  2. キラリ☆ハバタクDAYS ～fabulous Mix～
  3. アノヒビニ～Seventh Heaven ～Jun only Mix
  4. アノヒビニ～Seventh Heaven～ (Instrumental)
  5. キラリ☆ハバタクDAYS ～fabulous Mix～ (Instrumental)

### CDアルバム
- 1st ミニアルバム（2012年12月12日発売）
  1. 恋はBoo×3~WE GOTTA☆人生~
  2. 逢えNight~alone~
  3. Hi★speed Love2012
  4. まっさらブルージーンズ~asfi ver~
  5. ジョ→キゲンパラダイス
  6. HAPPY DRIVER

### 映像作品
- 「おかげさまでasfiちゃんも結成３周年だョ！記念公演～asfi 5th 1MAN LIVE DVD」（2014年3月9日発売）

## 出演

### TV
- 得テレ　クアハウス碁点 体験リポート（2014年6月28日、YTS山形テレビ）
- Rの法則 地元アイドルOAバトル＠秋葉原 驚きの素顔大公開！山里亮太も感動！（2014年8月26日、NHK教育）
- 恋する地元キャンペーン ご当地アイドル地元ランキング （2014年8月30日、NHK総合）
- popmaker（2014年12月6日、BS朝日）
- asfiの何でもやるのがアイドルなんデス！？（2015年3月4日～、地デジ 地上波10chイッツコム（iTSCOM））
- 得テレ（2015年12月29日、YTS山形テレビ）

### ブログ
- 公式ブログ
  - asfi 公式ブログ
- 現役メンバー
  - 市川咲： 咲のさきどりLIFE
- OGメンバー
  - 牛山穂乃香：牛山の日常。♩ - ウェイバックマシン（2014年8月11日アーカイブ分）
  - 椎名香奈江：椎名香奈江’Ｓブログ
  - 朱音：AKANE'S BLOG「fabulous day's」
  - 橋本紗樹：ぶっ飛び七変化 - ウェイバックマシン（2013年9月14日アーカイブ分）
  - 七瀬いづみ：七瀬いづみオフィシャルブログ 『桃色日和。』
  - 葵なつみ：ナチュラルなちゅちゅ♡葵なつみ(asfi)
  - 美木優希奈：ゆきなのエンジェルーム♡
  - 橘琴以：Funny Forest ☆橘琴以 - ウェイバックマシン（2014年8月11日アーカイブ分）
  - 田原あや:∞田原あやのblog∞
  - 藤咲ゆりな:ALLOVER 藤咲ゆりなオフィシャルブログ ゆりな日記♡

### Twitter
- 公式アカウント
  - NeverSayNever・asfi公式さん (@NSN_shibuya_) - X（旧Twitter） - 田原あや・藤咲ゆりなが兼任しているNeverSayNeverとの共同公式アカウント
- 現役メンバー
- OGメンバー
  - 牛山穂乃香 (@honoka_ushiyama) - X（旧Twitter）
  - 椎名香奈江 (@siika0322) - X（旧Twitter）
  - 朱音 (@akane_pyn) - X（旧Twitter）
  - 橋本沙樹 (@satan8712) - X（旧Twitter）
  - 七瀬いづみ (@nanase_izumi) - X（旧Twitter）
  - 葵なつみ (@natsumi_vvv) - X（旧Twitter）
  - 美木優希奈 (@Yukki_130) - X（旧Twitter）
  - 橘琴以 (@kti_lalala) - X（旧Twitter）
  - 田原あや (@aya_0043) - X（旧Twitter）
  - 藤咲ゆりな (@NSN_yurina) - X（旧Twitter）
  - 市川咲 (@saki_chan0410) - X（旧Twitter）